# Patí
Luciopimelodus pati
Genre
Espèce
Le Patí (Luciopimelodus pati) est une espèce de poissons siluriformes d'Amérique du Sud de la famille des Pimelodidae.
C'est la seule espèce du genre Luciopimelodus.

## Description
Il a une certaine ressemblance extérieure avec le bagre, mais diffère de lui par sa coloration bleu-plomb et par l'absence d'épines sur ses ailerons. Ce qui fait qu'une fois bien identifié comme patí on peut le manipuler sans danger à la différence du bagre. Il peut mesurer jusqu'à 120 centimètres de long et atteindre un poids de 20 à 25 kg.

## Répartition et mode de vie
On le trouve dans les grands cours d'eau du bassin du Río Paraná.

## Noms et étymologie
On le nomme aussi localement en Argentine bagre Plateado, cabezón, patí rojido, patí de aletas negras. 
Son nom provient du latin lucius, poisson ennemi des grenouilles, et du grec pimeles qui se traduit par « gras, gros, obèse », suivi du suffixe odes qui signifie « semblable à ».

### GenreLuciopimelodus
- (en) Animal Diversity Web : Luciopimelodus (consulté le 29 mai 2017)
- (en) BioLib : Luciopimelodus  Eigenmann & Eigenmann, 1888 (consulté le 29 mai 2017)
- (en) Catalogue of Life : Luciopimelodus (consulté le 11 décembre 2020)
- (en) FishBase : liste des espèces du genre Luciopimelodus (site miroir) (consulté le 29 mai 2017)
- (fr + en) ITIS : Luciopimelodus  Eigenmann & Eigenmann, 1888 (consulté le 29 mai 2017)
- (en) NCBI : Luciopimelodus (taxons inclus) (consulté le 29 mai 2017)
- (en) WoRMS : Luciopimelodus Eigenmann & Eigenmann, 1888 (+ liste espèces) (consulté le 29 mai 2017)

### EspèceLuciopimelodus pati
- (en) Animal Diversity Web : Luciopimelodus pati (consulté le 29 mai 2017)
- (en) BioLib : Luciopimelodus pati  (Valenciennes, 1836) (consulté le 29 mai 2017)
- (en) Catalogue of Life : Luciopimelodus pati (Valenciennes, 1835) (consulté le 16 décembre 2020)
- (en + fr) FishBase : espèce Luciopimelodus pati  (Valenciennes, 1835) (+ traduction) (+ noms vernaculaires 1 & 2) (consulté le 29 mai 2017)
- (fr + en) ITIS : Luciopimelodus pati  (Valenciennes, 1835) (consulté le 29 mai 2017)
- (en) NCBI : Luciopimelodus pati (taxons inclus) (consulté le 29 mai 2017)